# Odontomyia cyanea
Odontomyia cyanea är en tvåvingeart som beskrevs av Enrico Adelelmo Brunetti 1920. Odontomyia cyanea ingår i släktet Odontomyia och familjen vapenflugor. Inga underarter finns listade i Catalogue of Life.